# Zikafeber
Zikafeber, även känt som zikavirusinfektion orsakas av zikavirus. Symptomen liknar dem som uppstår vid denguefeber. I de flesta fall (60–80%) har man inga symptom alls. Då symptom återfinns innefattar de huvudsakligen feber, röda ögon, ledsmärta, huvudvärk, och makulopapulära utslag. Symptomen är generellt sett milda och varar i mindre än en vecka. Dödsfall har i och med år 2015 inte skett i samband med infektion. Det har påvisats en koppling mellan zikavirusinfektion och Guillain-Barrés syndrom.
Zikafeber sprids huvudsakligen via bett av Aedes-mygg. Det finns även risk för spridning via samlag och via blodtransfusioner. Infektionen kan även spridas från mor till barn vid graviditet och kan då orsaka mikrocefali. Diagnos sker genom att testa blod, urin eller saliv efter viralt RNA då personen är sjuk.
Prevention kan uppnås genom att minska antalet myggbett i områden där sjukdomen finns. Detta kan göras genom att använda insektsmedel, genom att täcka fri hud med kläder, användning av myggnät och genom att rensa bort stående vatten som myggorna lägger ägg i. Det finns i dagsläget inget effektivt vaccin mot zikavirus. Brasilianska hälsomyndigheter rekommenderade 2015 att föräldrar bör skjuta på planerade graviditeter, samt att gravida kvinnor bör undvika att resa till områden där sjukdomen upptäckts. Det finns ingen specifik behandling, men paracetamol kan hjälpa med symptomlindning. Sjukhusvistelse är sällan nödvändig.
Det sjukdomsalstrande viruset isolerades först år 1947. Det första dokumenterade utbrottet bland människor skedde år 2007 i Mikronesien. I januari 2016 hade sjukdomen upptäckts i tjugo olika regioner i Nord- och Sydamerika. Det är även känt att sjukdomen finns i Afrika, Asien och i Stilla Havet. Efter det utbrott som startade i Brasilien under 2015 utfärdade Världshälsoorganisationen (WHO) ett internationellt folkhälsonödläge i februari 2016.

## Symptom

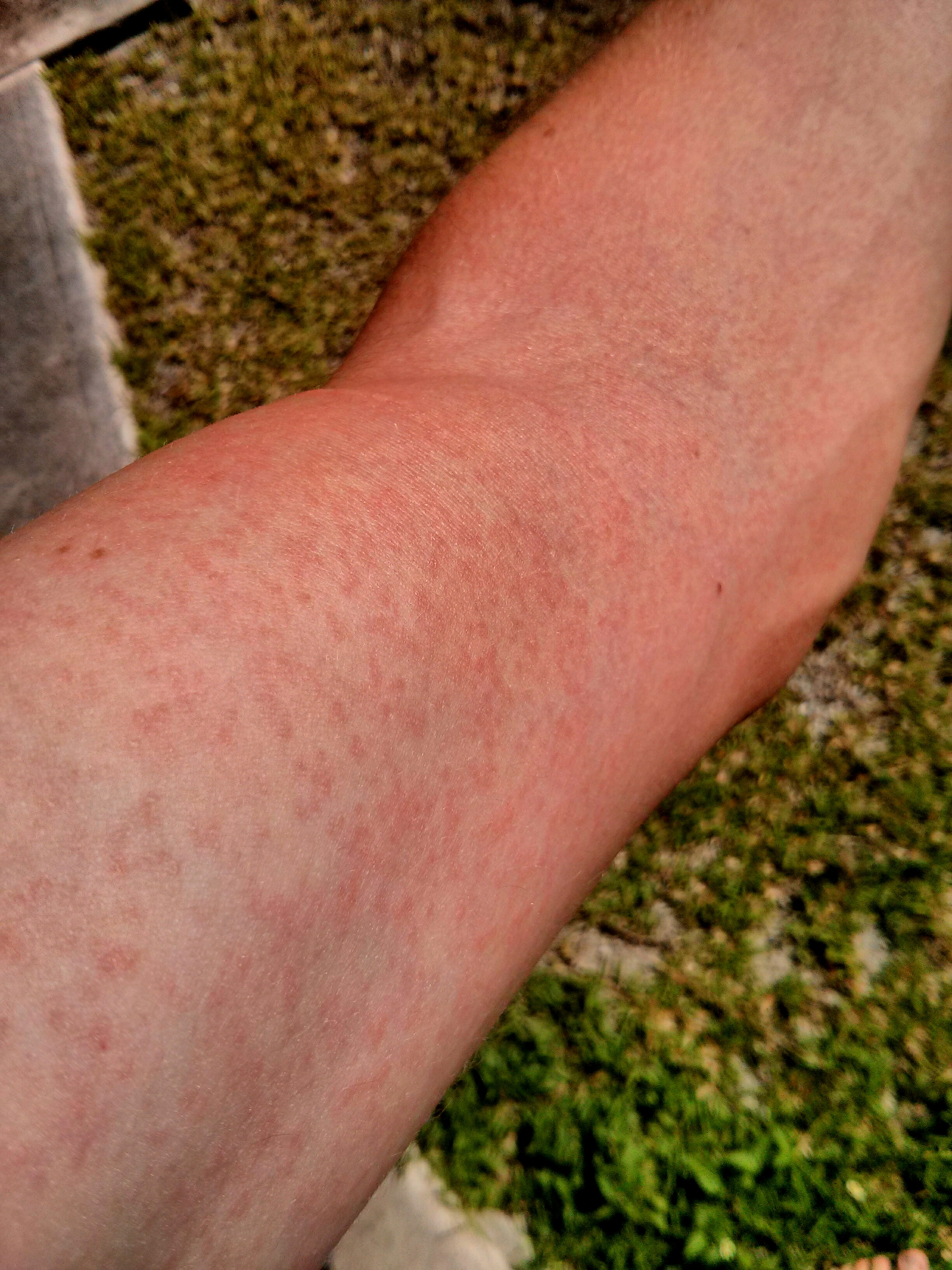
Utslag över armen följande Zikavirus-infektion

De vanligaste tecknen på zikavirus-nfektion är feber, utslag, ledvärk, och huvudvärk och liknar de symptom som återfinns vid denguefeber och Chikungunya. Inkubationstiden, eller den tid från att man utsätts för virus från myggbett till dess att man får symptom är inte helt klarlagd, men är troligen mellan ett par dagar upp till en vecka. Sjukdomen varar i flera dagar och är så pass mild att sjukhusvistelse sällan behövs. Dödsfall är mycket ovanligt.
Blödning har endast påvisats i ett enda fall, då i form av hematospermi (blod i sädesvätskan).

### Vid graviditet

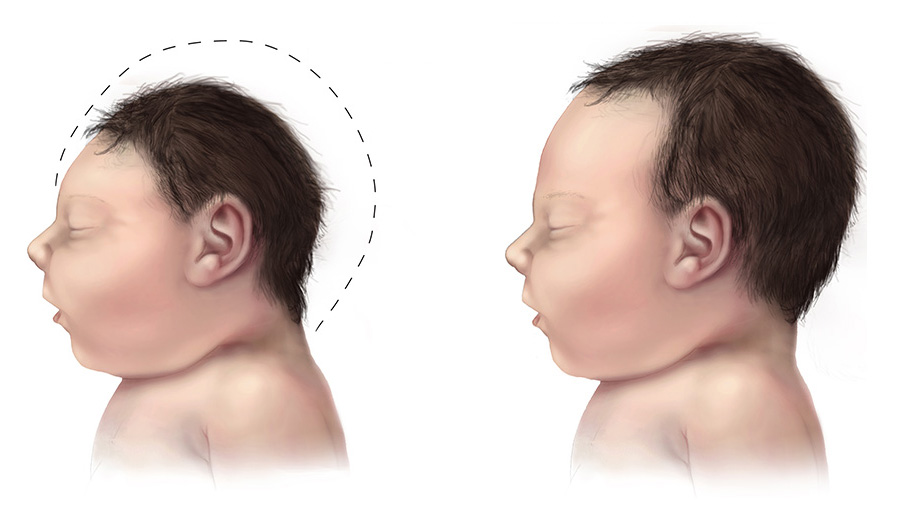
Mikrocefali

Man tror att sjukdomen kan sprida sig från mor till barn under graviditeten och att den då orsakar mikrocefali. Dock finns det mycket få fallbeskrivningar i den medicinska litteraturen.
Under november 2015 kom larmrapporter från brasilianska hälsoministeriet som informerade att det verkade finnas en koppling mellan zikavirusinfektion och en ökad prevalens av mikrocefali bland nyfödda i nordöstra Brasilien. Detta baserades på två fall av allvarligt sjuka spädbarn varvid man via fostervattenprov påvisat förekomst av zikavirus i fostervattnet. De ultraljudsfynd som hittats hos dessa foster visade att bägge hade en liten huvudomkrets (mikrocefali) till följd av destruktion av olika delar av hjärnan. Hos ett av fostren kunde man även påviska kalkinlagring i ögon och mikroftalmi. Brasilianska hälsoministeriet bekräftade den tidigare misstänkta kopplingen mellan zikavirusinfektion hos gravida och mikrocefali bland nyfödda, med åtminstone 2400 misstänkta fall i landet under 2015 i och med den 12 december, och 29 dödsfall.

## Orsak

### Reservoar
Zikavirus är ett myggburet flavivirus som är närbesläktat med denguevirus. Medan myggan agerar vektor, är reservoararten okänd, dock har man har påvisat serologiska fynd hos västafrikanska apor och gnagare.

### Överföring
Smitta sker via bett från myggor av genuset Aedes, huvudsakligen via Aedes aegypti i tropiska regioner. Viruset har även isolerats A. africanus, A. coargenteus, A. luteocephala, A. vitattus och A. furcifer. Under ett utbrott år 2007 på Yapöarna i södra Stilla Havet agerade Aedes hensilli vektor, medan Aedes polynesiensis spred viruset i Franska Polynesien under 2013.
Det finns även två bekräftade fall av sexuell överföring och flera fall av vertikal perinatalsmitta. Liksom andra flavivirus kan smitta potentiellt även ske via blodtransfusion och flera drabbade länder ha utvecklat strategier för att screena potentiella donatorer och på så sätt undvika smitta.

## Diagnos
Det är kliniskt svårt att diagnosticera zikavirusinfektion baserat endast på kliniska symptom till följd av de mycket liknande symptomen hos andra arbovirus som är endemiska i närliggande områden. Zikavirus kan identifieras med hjälp av RT-PCR hos akut sjuka patienter. Dock kan tiden med viremi vara kort, och Världshälsoorganisationen rekommenderar att RT-PCR-test utförs på serum som tagits inom 1 till 3 dagar från symptomdebut eller via saliv och urinprov som tagits under de första 3 till 5 dagarna. Senare är serologi med detektion av specifika IgM- och IgG-antikroppar mer användbart. IgM kan vara påvisbart inom 3 dagar från sjukdomsdebut. Serologisk korsreaktivitet med nära besläktade flavivirus såsom dengue och West Nile-feber såväl som vaccination mot flavivirus är möjligt. Kommersiella provtagningskitt för Zika finns tillgängliga från Euroimmun. Det USA-baserade Centers for Disease Control and Prevention framhåller att baserat på de typiska kliniska fynden, är de olika differentialdiagnostiska alternativen till zikavirusinfektion mycket breda. Utöver dengue, kan man även beakta leptospiros, malaria, rickettsia, grupp A streptokockinfektion, rubella, mässling, parvovirus, enterovirus, adenovirus, och alfavirus-infektioner (t.ex., Chikungunya, Mayaro, Ross River, Barmah Forest, O'nyong-nyong, och Sindbis-virus).